# برايان بونين
برايان بونين (بالإنجليزية: Brian Bonin)‏ هو لاعب هوكي جليد أمريكي، ولد في 28 نوفمبر 1973 في سانت بول في الولايات المتحدة.

## وصلات خارجية
- برايان بونين على موقع دوري الهوكي الوطني (الإنجليزية)
- برايان بونين على موقع EliteProspects.com (الإنجليزية)
- برايان بونين على موقع HockeyDB.com (الإنجليزية)
- برايان بونين على موقع Hockey-Reference.com (الإنجليزية)